# Jose Baxter
Jose Baxter (Bootle, 7 februari 1992) is een Engels voetballer die bij voorkeur als aanvaller speelt.

## Clubcarrière
Op zesjarige leeftijd sloot Baxter zich aan bij Everton. In 2008 ging hij mee met het eerste elftal op tournee in Zwitserland en de Verenigde Staten, twee maanden nadat hij van school wegging. Hij debuteerde op de openingsspeeldag van het seizoen 2008/09 tegen Blackburn Rovers en werd daarmee de jongste speler ooit die uitkwam voor Everton. Hij was toen 16 jaar en 191 dagen oud en brak daarmee het record van zijn toenmalige ploegmaat James Vaughan, die op zijn beurt het record afsnoepte van Wayne Rooney. Een week later kreeg hij een basisplaats tegen West Bromwich Albion, waarmee hij de jongste speler van Everton werd die aan een wedstrijd begon. 
In maart 2009 tekende hij een nieuw 2,5-jarig contract bij Everton. Met die club stond hij op 30 mei 2009 (als bankzitter) in de finale van de strijd om de FA Cup. Daarin verloor de ploeg van trainer-coach David Moyes met 2-1 van Chelsea door goals van Didier Drogba en Frank Lampard. 
In september 2011 werd hij uitgeleend aan Tranmere Rovers. Hij scoorde meteen bij zijn debuut tegen Preston North End. Zijn uitleenbeurt werd enkele malen verlengd. In januari 2012 haalde Everton hem terug. In 14 wedstrijden kwam hij tot 3 doelpunten voor Tranmere Rovers. In juni 2012 weigerde hij om zijn contract te verlengen waardoor hij transfervrij was. Op 14 september 2012 maakte Oldham Athletic melding van de komst van Baxter. De toen twintigarige Baxter tekende een driejarig contract.